# Colona subaequalis
Colona subaequalis är en malvaväxtart som först beskrevs av Jules Émile Planchon och António José Rodrigo Vidal, och fick sitt nu gällande namn av Karl Ewald Maximilian Burret. Colona subaequalis ingår i släktet Colona och familjen malvaväxter. Inga underarter finns listade i Catalogue of Life.